# Cho Sung-hwan
Cho Sung-hwan (hangul: 조성환), född 9 april 1982 i Haman, är en sydkoreansk fotbollsspelare. Han spelar för Jeonbuk Hyundai Motors i K League Classic. Tidigare spelade han för Suwon Samsung Bluewings, Pohang Steelers, Consadole Sapporo, Al-Hilal, Muaither och för Sydkoreas landslag.